# 3043 San Diego
För andra betydelser, se San Diego (olika betydelser).
3043 San Diego eller 1982 SA är en asteroid i huvudbältet som upptäcktes den 20 september 1982 av den amerikanske astronomen Eleanor F. Helin vid Palomar-observatoriet. Den är uppkallad efter staden San Diego i Kalifornien.
Asteroiden har en diameter på ungefär 5 kilometer och den tillhör asteroidgruppen Hungaria.